# Constitución (Buenos Aires)
Constitución è un barrio di Buenos Aires, capitale dell'Argentina, a circa due chilometri a sud del centro della città. 

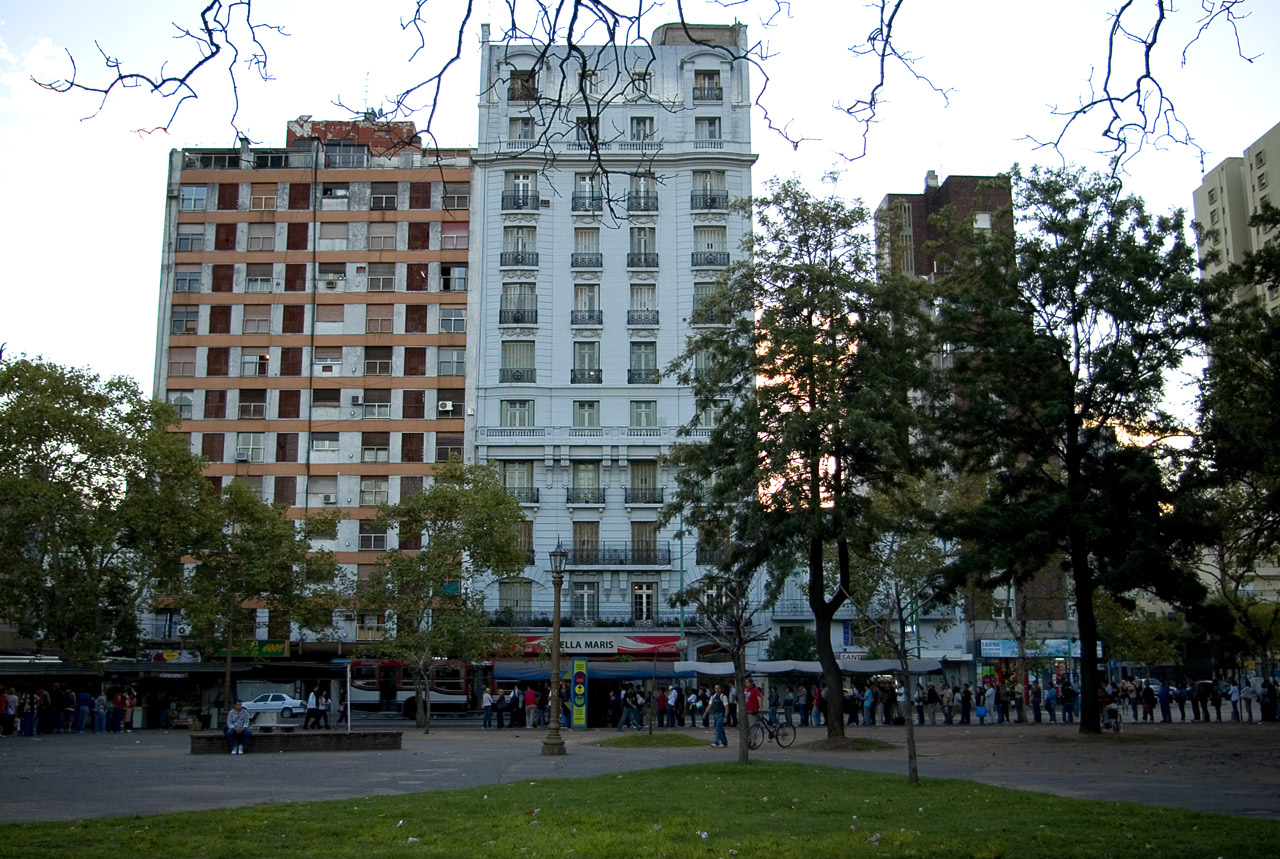
Plaza Constitución

Il quartiere si espande intorno a plaza Constitución sulla quale si affaccia l'omonima stazione ferroviaria.

## Geografia
Confina a nord con il barrio di Monserrat, ad est con San Telmo, a sud con Barracas e ad ovest con Parque Patricios e San Cristóbal. È delimitata dalla Avenida Independencia, Avenida Caseros, Avenida Entre Rios e Piedras.

## Storia
Nel 1864 fu costruita la stazione ferroviaria della linea Roca. A partire dalla seconda metà del XX secolo il quartiere ha drasticamente cambiato fisionomia, specialmente nell'area attorno a plaza Constitución. Nel 1974 fu aperta l'ultima sezione dell'avenida 9 de Julio, fatto che comportò la demolizione di diversi isolati del quartiere, compreso quello che si affacciava sul lato est della piazza. Sei anni dopo fu invece completata l'autostrada sopraelevata 25 de Mayo. All'intersezione tra quest'ultima arteria e l'avenida 9 de Julio fu costruito un enorme incrocio sopraelevato che stravolse ulteriormente l'aspetto del quartiere. Sul finire degli anni'80 fu aperta anche la sezione sud dell'avenida 9 de Julio, anch'essa sopraelevata, che comportò così la demolizione di ulteriori isolati. In virtù di tutti questi interventi la zona di plaza Constitución si ritrovò al centro delle principali arterie stradali cittadine, ma risultò completamente isolata dalle strade limitrofe favorendo così un rapidissimo degrado della zona.
La zona di plaza Constitución, nonostante di giorno sia assiduamente frequentata dai pendolari per via della stazione ferroviaria e della fermata della metropolitana, è una delle zone più problematiche e difficili della città. È uno dei principali crocevia della prostituzione e dello spaccio di droga di Buenos Aires.